# Ахундзаде, Абдуссалам
Абдуссалам Ахундзаде (азерб. Əbdüssəlam Axundzadə; 13 января 1843, Сальян, Шемахинский уезд, Каспийская область, Российская империя — 18 ноября 1907, Тифлис) — религиозный деятель, исламский богослов. 5-й шейх аль-ислам Кавказа.

## Биография
Родился 13 января 1843 года в Сальяне в семье местного священнослужителя Ахунда Вали Мухаммада и его жены Ханум Аливерди гызы. В ранние периоды своей жизни от своего отца выучил арабский, персидский и турецкий языки. В 1864 году переехал в Тифлис и поселился на нынешней улице Горгасали в Старом Тбилиси.
6 октября 1879 года ему было разрешено работать учителем Татарского отделения Закавказской учительской семинарии победив в соревновании Сеид Азима Ширвани. 28 июля 1880 года был официально назначен учителем Закавказской учительской семинарии. Поддерживал связи с Али-Агой Шихлинским, Мирзой Фатали Ахундовым и другими азербайджанскими интеллигентами, которые также работали и жили в Тифлисе.

#### Шейх аль-ислам
21 июня 1893 года после смерти Мирзы Хасана Таирзаде был назначен шейх аль-исламом. Занимал этот пост до своей смерти в 1907 году. В 1895 году был избран главой Духовного совета Кавказа. Присутствовал на церемонии коронации Николая II 26 мая 1896 года.
Во время армяно-татарских погромов активно способствовал миру между общинами. 15 мая 1905 года посетил Нахичевань. Вместе с кадиями Эривани, Шарура и Нахичевана, архимандритом Эривани Карапетом и Джафаркули ханом посетил села Гараханбейли, Тумбул, Гошадизе и Шихмахмуд.
Мусульмане сел Гараджиг и Булган собрались в населённом армянами селе Гараханбейли, где армяне и мусульмане поклялись, что не будут враждовать друг с другом. В июне 1905 года вместе с армянским католикосом Мкртичем Хримяном опубликовал заявление против массовых убийств .

## Смерть
В 1905 году получил известие о смерти своей дочери Забиты, которая была вызвана нервным срывом из-за того, что он стал свидетелем массовых убийств во время посещения Гянджи[уточнить].
18 ноября 1907 года умер от депрессии, вызванной смертью дочери.
Похоронен в Пантеоне выдающихся азербайджанцев в Тбилиси.
Его сменил временно исполняющий обязанности Аббаскули Султан-Гусейнбеков, затем Мухаммед Гасан Мовлазаде.

## Семья
Был женат три раза:
1. Умму Салам, дочь местного дворянина Абдул Али-бея Мурадханова. Дети:
  - Абдуллатиф-бей.
  - Рашид-бек Ахундзаде (рожд. 10 апреля 1880), губернатор Баку
  - Асаф-бей
  - Валида ханум (20 декабря 1884)
  - Забита ханум (1887—1905)
  - Хидаят-бей (20 декабря 1893)
2. Гулара ханум, дочь местного священнослужителя Хаджи Алакбара. Дети:
  - Асия ханум (25 сентября 1901)
3. Сона ханум — дочь местного дворянина Джавад-бея

### На русском
1. Учебник по исламу.
2. Лекарство от невежества (объяснение и заявление метода лечения), (Санкт-Петербург, 1889. —16 с.).
3. Наставление и назидание.

### На азербайджанском
1. Umdətul Əhkam — Главный вердикт, (1882, Tabriz).
2. Zubdətul Əhkam — Выбранный вердикт, (1903).
3. Tarixi Müqəddəs Ənbiya — История святых пророков, (написано в 1892 году и переиздано в Баку в 1893, 1901 и 1903 годах).
4. Tarixi Müqəddəs Xatəmül Ənbiya və Xilafət — История святых пророков и халифата.
5. Xətti Təliq və Nəstəliq — Почерк талик и насталик.

### На фарси
1. Miftahil Lisani Farsi (فارسي لسان مفتاح) — Ключ к фарси (1891).
2. Qawaid Mukhtasare Farsi — Краткие правила персидского языка.
3. Mutalie-i Kitáb-i-Íqán (کتاب مطالعه ایقان) — Как читать Китаб-и-Иган (1896, Тбилиси).
4. Mudafia bar megalei khasm (مدافعه بر مقابلهخصم) — Защита от обвинений соперника (1897, Тбилиси).
5. Nasihati waiz (نصحيتو وعظ) — Совет проповедника (1903).